# دیکته (فیلم کوتاه)

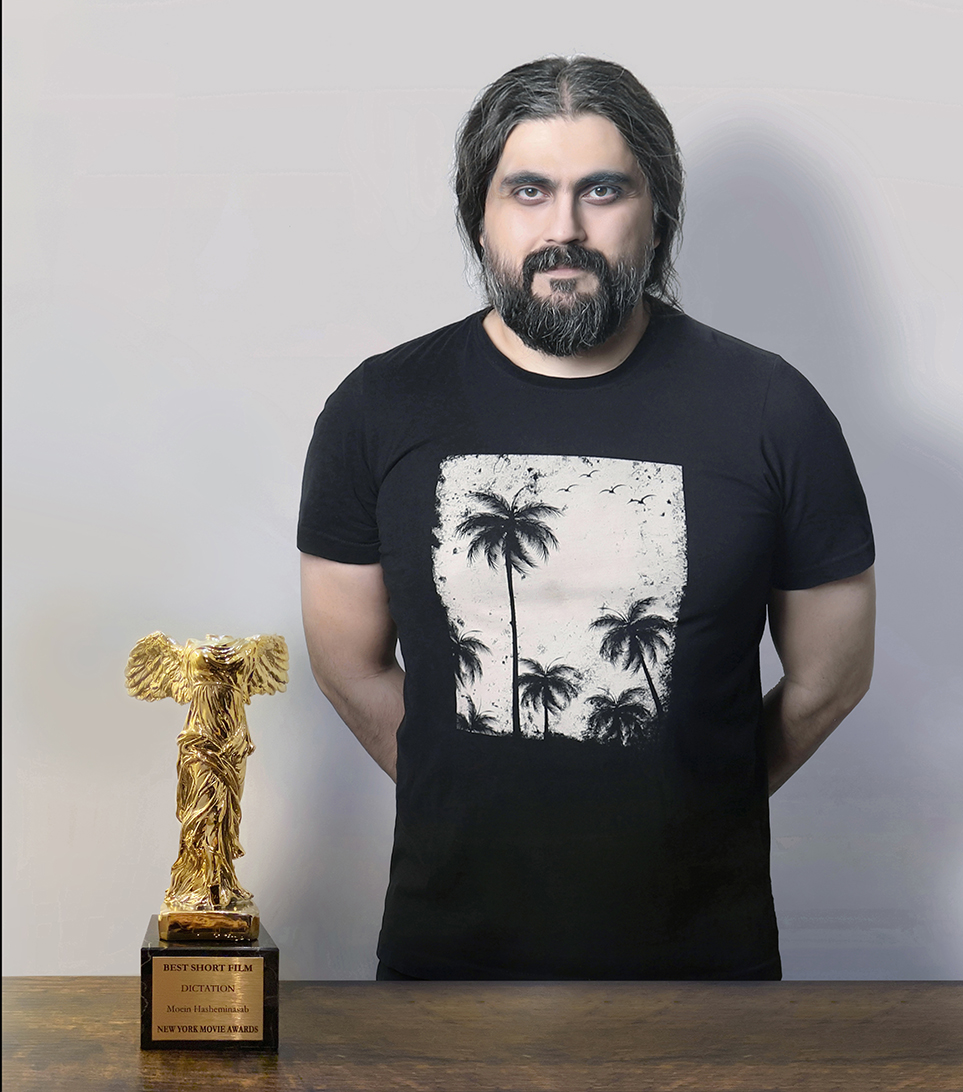
معین هاشمی‌نسب در کنار جایزه‌ی بهترین فیلم کوتاه جشنواره‌ی نیویورک

فیلم کوتاه «دیکته» Dictation به نویسندگی و کارگردانی معین هاشمی نسب، در سال ۱۳۹۹ شمسی (۲۰۲۱ میلادی) تولید شده است.

این فیلم توانست در جشنواره‌ی فیلم نیویورک مقام اولِ بهترین فیلم کوتاه را از آن خود کند و در چندین جشنواره‌ی بین‌المللی دیگر نامزد دریافت جایزه شود.
این فیلم در ژانر درام، دلهره‌آور و با آهنگسازی صبا ندایی و به مدت ۱۲ دقیقه ساخته شده است. معین هاشمی نسب، همچنین تهیه‌کنندگی، فیلم‌برداری و تدوین این فیلم را نیز به عهده داشته است.

## خلاصه‌ی فیلم
این فیلم داستان دو نوجوانی‌ست که در یک چاپخانه‌ی متروکه توسط یک معلم دیکتاتور مورد آزار و اذیت قرار می‌گیرند و معلم دیکتاتور، آنها را در نوع آموزش، تغذیه و تولید مثل تحت سلطه‌ی خود قرار می‌دهد.

## بازیگران
بازیگران این فیلم کوتاه؛ نگین سرتیپی، اردوان شریفی زندیه، بنیامین میرزاپور، تبسم سرتیپی، دانیال حقیقی هستند.

## جوایز و نامزدها
- جایزه‌ی بهترین فیلم کوتاه جشنواره فیلم نیویورک در سال ۲۰۲۱ [۹]
- نامزد دریافت جایزه‌ی بهترین فیلم تجربی و بهترین موسیقی متن فیلم در جشنواره‌ی گلاسکوی بریتانیا (TMFF) ۲۰۲۱ [۱۰]
- نامزد دریافت بهترین فیلم کوتاه در جشنواره بین‌المللی فیلم برلین (Berlin flash film festival) ۲۰۲۱ [۱۱]
- نامزد دریافت بهترین فیلم کوتاه در جشنواره‌ی پاریس (ARFF) ۲۰۲۱ [۱۲]
- نامزد دریافت بهترین فیلم کوتاه در جشنواره‌ی سوئد (Sweden film festival) ۲۰۲۱[۱۳]
- نامزد دریافت بهترین فیلم کوتاه در جشنواره‌ی لندن (fiff) ۲۰۲۱ [۱۴]
- نامزد دریافت جایزه‌ی بهترین فیلم کوتاه در جشنواره فیلم نیویورکOniros film festival 2021  [۱۵]